# Rodaba
Rodaba là một chi bướm đêm thuộc họ Crambidae.